# Mimulosia suberythroea
Mimulosia suberythroea là một loài bướm đêm thuộc phân họ Arctiinae, họ Erebidae.